# М
М هو أحد حروف أبجدية سيريلية، يقابله في العربية الحرف م ويشابهه في النطق عدا عندما يسبقه حرف علة تذوقي فإنه في هذه الحالة ينطق بالهيئة مي. من الجدير بالذكر أن الهيئة الصغيرة له شكل تشبه الهيئة الكبيرة الكبير، وليس شبهاً للحرف المصغر اللاتيني m الذي هو هيئة مصغرة للحرف السيريلي Т في السيريلية (كتابة المترابطة). ينحدر هذا الحرف من الحرف اليوناني مو (Μ, μ).